# Klaudia Naziębło
Klaudia Naziębło (ur. 3 grudnia 1993 we Wrocławiu) – polska pływaczka, pięciokrotna medalistka mistrzostw Europy juniorów.
Uczęszcza do klubu MKS Juvenia Wrocław. Jej trenerami są Robert Poniatowski i Grzegorz Widanka. Specjalizuje się w stylu grzbietowym. Jej wychowawcą i pierwszym trenerem była mgr Monika Fedorczak z MKS Juvenia Wrocław.

## Dotychczasowe sukcesy
Mistrzostwa Europy juniorów
- Praga 2009:

 – 200 metrów stylem grzbietowym
 – 100 metrów stylem grzbietowym
 – 50 metrów stylem grzbietowym
- Belgrad 2008:

 – 50 metrów stylem grzbietowym
 – 200 metrów stylem grzbietowym